# Éanna Ní Lamhna
Éanna Ní Lamhna (née en 1950 dans le comté de Louth) est une biologiste, consultante en environnement, animatrice de radio et de télévision, auteure et éducatrice irlandaise. Elle se classe parmi les 100 personnes influentes d'Irlande en 2012 . De 2005 à 2009, elle préside l'association caritative environnementale nationale An Taisce (qui a un rôle statutaire dans le processus de planification en Irlande).
Présidente du Tree Council of Ireland de 2012 à 2014, elle en devient vice-présidente.

## Jeunesse
Ní Lamhna nait et grandit à Stabannon, près de Castlebellingham, dans le comté de Louth. Son père, Peadar Ó Lamhna, est enseignant à l'école locale : c'est son professeur de la cinquième à la septième classe.

## Carrière
Ní Lamhna est diplômée dans le domaine de la biologie à l'University College Dublin, notamment en botanique, en microbiologie, ainsi qu'en écologie végétale (études de troisième cycle). Poursuivant ses études en entomologie, elle s'intéresse aussi aux chauves-souris.  Un diplôme en éducation lui permet d'enseigner la biologie dans le secondaire,. Plus tard, elle obtient un doctorat  . Ní Lamhna travaille pour l'agence environnementale d'État An Foras Forbartha (qui devient l'EPA )  et participe significativement à la cartographie de la distribution des espèces, réalisée en Irlande par cet organisme dans les années 1970 et 1980.  Durant cette période, elle sert pendant quelques années comme Secrétaire de la partie irlandaise de la Botanical Society of the British Isles. En 1988, elle travaille comme consultante, éducatrice et dans la radiodiffusion, souvent avec des écoles primaires et secondaires, notamment sur des programmes tels que Heritage in Schools et le projet Ringo, et en tant qu'inspectrice des enseignants stagiaires. Elle donne des conférences au Dublin Institute of Technology, notamment sur le développement durable.

### Apparitions médiatiques
Ní Lamhna participe à la série télévisée Creature Feature et à l'émission pour enfants The Den. Elle apparait notamment dans The Late Late Show et dans The Panel, Celebrity Jigs 'n' Reels.
En mai 2020, Ní Lamhna publie une interview en deux parties, dans le cadre d'un podcast de David Oakes.

### Œuvre
Ní Lamhna co-écrit, dirige ou écrit plusieurs publications, dont : 
- Atlas de distribution provisoire des amphibiens, reptiles et mammifères en Irlande, 2e édition (éditeur), Dublin : Foras Forbatha, 1979
- Atlas de distribution des papillons en Irlande : European Invertebrate Survey (éditeur), Dublin : Foras Forbatha, 1980
- Air Quality Surveys of diverses parties of Ireland (co-auteur), Dublin : Foras Forbatha, 1983-1988
- Talking Wild: Wildlife on the Radio, Dublin: Townhouse, 2002
- Science All Around Me (3, 4, 5, 6) (co-auteur), Dublin : Educational Company of Ireland, 2003-2004
- Sauvage et merveilleux, Dublin : Maison de ville, 2004
- Straight Talking Wild: More Wildlife on the Radio, Dublin: Townhouse, 2006
- Wild Dublin, Dublin : O'Brien Press, mai 2008
- Wildlife in Schools: A Book for Primary School Teachers, Navan: Meath Co. Council (avec Laois et Monaghan Co. Councils), 2009

Elle écrit aussi des documents, notamment pour écoliers : 
- Surveillance de la pollution par les hydrocarbures (oiseaux échoués) 1985-1986, Dublin : Foras Foratha, 1986
- Terenure Wildlife, une étude de base de la région de Terenure, 1992
- Terenure Wildlife Management Plan, Terenure (Dublin) : Terenure Tidy Towns Committee, 2006 ?

### Domaine caritatif
Ní Lamhna est présidente d'An Taisce de 2005 à 2009. 

### Personnalité publique
Ní Lamhna est l'une des personnalités environnementales les plus connues d'Irlande et figure au 96e rang de la liste des « 100 influents » votée pour le magazine Ireland's Village au début de 2012. C'est l'une des trois personnalités environnementales de cette liste (avec Frank Convery et Frank McDonald). Elle est aussi membre du comité consultatif statutaire de l'Agence irlandaise de protection de l'environnement, après avoir été nommée par l'Irish Environmental Network pour le mandat 2010-2013.

## Vie privée
Ní Lamhna est mariée à John Harding : le couple a deux fils et une fille . Elle habite Dublin depuis 1967. Sa maîtrise de l'irlandais lui permet d'organiser des évènements dans cette langue. 